# Lithophyllum irvineanum
Lithophyllum  irvineanum Woelkerling & S.J. Campbell, 1992  é o nome botânico  de uma espécie de algas vermelhas pluricelulares do gênero Lithophyllum, família Corallinaceae.
- São algas marinhas encontradas na Austrália.

## Sinonímia
- Não apresenta sinônimos.